# Lourmel
Lourmel – stacja linii nr 8 metra  w Paryżu. Stacja znajduje się w 15. dzielnicy Paryża. Została otwarta 27 lipca 1937 r. W pobliżu stacji znajduje się zajezdnia i warsztaty – Ateliers de Javel wybudowane w roku 1937.